# بروس فيربيرن
بروس فيربيرن هو مهندس وملحن وموسيقي ومهندس الصوت ومنتج أسطوانات وكاتب أغاني كندي، ولد في 30 ديسمبر 1949 في فانكوفر في كندا، وتوفي بنفس المكان في 17 مايو 1999.

## وصلات خارجية
- بروس فيربيرن على موقع IMDb (الإنجليزية)
- بروس فيربيرن على موقع ميوزك برينز (الإنجليزية)
- بروس فيربيرن على موقع أول ميوزيك (الإنجليزية)
- بروس فيربيرن على موقع ديسكوغز (الإنجليزية)